# Giovanni Di Lorenzo
Giovanni Di Lorenzo (født 4. august 1993) er en italiensk professionel fodboldspiller, som spiller for Serie A-holdet Napoli og Italiens landshold.

## Klubkarriere

### Tidlige karriere
Di Lorenzo begyndte sin karriere hos Reggina, hvor han gjorde sin professionelle debut i maj 2011. Han tilbragte 2012-13 sæsonen på leje hos Cuneo som på tidspunktet spillede i den tredjebedste række.
Han skiftede i 2015 til Matera. Han tilbragte 2 sæsoner med klubben.

### Empoli
Di Lorenzo skiftede i august 2017 til Empoli. Han var med til at vinde Serie B i sin debutsæson i klubben, og sikrede sig dermed oprykning for første gang i hans karriere til Serie A.

### Napoli
Di Lorenzo skiftede i juni 2019 til Napoli. Han etablerede sig med det samme som en fast mand i truppen, og har spillet fast på højre-back pladsen siden skiftet.
Efter at både Lorenzo Insigne og Kalidou Koulibaly forlod i sommeren 2022, blev Di Lorenzo annonceret som Napolis nye anfører.

## Landsholdskarriere

### Ungdomslandshold
Di Lorenzo har repræsenteret Italien på flere ungdomsniveauer.

### Seniorlandshold
Di Lorenzo debuterede for Italiens landshold den 15. oktober 2019. Han var del af Italiens trup som vandt europamesterskabet i 2020.

## Titler
Empoli
- Serie B: 1 (2017-18)

Napoli
- Serie A: 1 (2022-23)
- Coppa Italia: 1 (2019-20)

Italien
- Europamesterskabet: 1 (2020)